# Renée Suzanne de Soucy
Renée Suzanne de Soucy (21 de abril de 1758-1 de abril de 1841) fue una cortesana francesa. Sirvió como sous gouvernante de los hijos de Luis XVI y María Antonieta desde 1781 hasta 1792.

## Vida en la corte
Fue hija del barón Marie Henri Louis Eleonor Dirkheim de Mackau y de Marie-Angélique de Mackau, y hermana de Marie-Angélique de Bombelles (1762-1800) y Armand Louis de Mackau (1759-1827). Contrajo matrimonio con su primo, el conde François Louis de Fitte de Soucy, en 1774.
En 1781 fue asignada como una de las cinco sous gouvernantes de los infantes reales (las sous gouvernantes trabajaban a las órdenes de la gobernanta de los Infantes de Francia, realizando normalmente la mayor parte de las labores diarias). Su madre y su suegra, Elisabeth Louise Lenoir de Verneuil de Soucy (1729-1813), fueron dos de las otras cuatro sous gouvernantes. En contraste con su madre, quien era querida y respetada en la corte, de Soucy no gozaba de las mismas simpatías, siendo descrita como autoritaria e intrigante.

## Revolución francesa
De Soucy acompañó a la familia real al Palacio de las Tullerías tras la marcha sobre Versalles en octubre de 1789. Durante los eventos del 20 de junio de 1792, de Soucy, la princesa de Lamballe, la marquesa de Tourzel, la duquesa de Maillé, Madame de La Roche-Aymon, la princesa de Tarento, Marie-Angélique de Mackau y Madame de Ginestous, entre otros, rodearon a la reina y a sus hijos por varias horas, con el fin de protegerlos, cuando una muchedumbre atravesó la sala en la que se encontraban profiriendo insultos contra María Antonieta.  
Durante los hechos acaecidos el 10 de agosto, de Soucy y el resto de damas de compañía permanecieron en los aposentos de la reina mientras la familia real abandonaba el palacio en compañía de la princesa de Lamballe y Madame de Tourzel. Cuando la turbamulta irrumpió en la cámara, la princesa de Tarento se acercó a hablar con uno de los revolucionarios, quien replicó: "nosotros no peleamos con mujeres; marchaos, todas vosotras, si queréis", tras lo cual permitieron que las mujeres abandonasen el palacio sin sufrir daño alguno, llegando a ser escoltadas algunas de ellas por los rebeldes. 
A petición de la reina, de Soucy llevó a Ernestine Lambriquet, hija adoptiva de María Antonieta, a un lugar seguro. Al cruzar la Place du Carrousel, situada frente al palacio, de Soucy se alejó de Lambriquet en busca de un carruaje. Un rebelde que pasaba por allí la confundió con María Teresa, la hija de María Antonieta, y arrojó el cadáver de un miembro de la Guardia Suiza a sus pies, siendo de inmediato socorrida por un tendero, quien también la confundió con María Teresa. Ambas, de Soucy y Lambriquet, permanecieron escondidas junto a la familia de Mackau durante El Terror.

## Viaje de 1795
Cuando a María Teresa de Francia se le permitió viajar a Austria tras ser liberada del Temple en 1795, de Soucy fue elegida para acompañarla durante su viaje hacia la frontera, en Huningue, en lugar de su madre (habiendo sido la primera elección de María Teresa), quien se vio obligada a rechazar la oferta por motivos de salud. María Teresa, quien viajó bajo el nombre de Sophie, se sentó en el carruaje junto a de Soucy y los guardias Mechin (quien se hizo pasar por el padre de Sophie) y Gomin; los sirvientes Hue y Baron, el cocinero Meunier, la doncella Catherine de Varenne y un joven de nombre Pierre de Soucy la siguieron en otro carruaje.
Tras su llegada a Austria, la comitiva francesa de María Teresa fue despedida por el emperador austríaco, quien no quería que nadie la convenciese de no cumplir su deseo de desposarse con un archiduque austríaco. No obstante, antes de su partida, de Soucy afirmó que Luis XVI y María Antonieta deseaban que su hija se casase con el duque de Angulema.

## Teoría del intercambio
De acuerdo con la legendaria teoría del intercambio de los Dunkelgrafen, de Soucy ayudó a María Teresa a intercambiarse con Ernestine Lambriquet durante el viaje a Austria. De las ocho personas que acompañaron a María Teresa durante su viaje en 1795, sólo la identidad de dos de ellas no pudo ser comprobada más allá de los pasaportes: la de Catherine de Varenne y el joven Pierre de Soucy. 
Pierre de Soucy figuraba en el pasaporte como hijo de Renée Suzanne de Soucy, si bien ella nunca tuvo un hijo con ese nombre. Según la teoría del intercambio, Pierre de Soucy (o tal vez Catherine de Varenne) era en realidad Ernestine Lambriquet, quien ocupó el lugar de María Teresa durante su viaje con la ayuda de Renée Suzanne de Soucy, tras lo cual Lambriquet continuó el viaje a Austria haciéndose pasar por María Teresa, mientras la auténtica María Teresa se establecía en Alemania como la Dunkelgräfin. De hecho, el emperador austríaco pidió que se permitiese a Ernestine Lambriquet acompañar a María Teresa a Austria, pero el ministro Benezch alegó que no pudo localizarla, a pesar de haber estado viviendo bajo la protección de Renée Suzanne de Soucy y la familia de Mackau desde el asalto a las Tullerías. Otra alternativa sugiere que Pierre de Soucy era en realidad una de las hijas de Renée Suzanne de Soucy, quien vestía ropas masculinas con el fin de hacer que la comitiva fuese más difícil de identificar, puesto que María Teresa había sido amenazada no solo por antimonárquicos, sino también por agentes enviados por potencias extrangeras con el fin de secuestrarla durante su viaje a la frontera.
Se sabe que Renée Suzanne de Soucy chantajeó a María Teresa, lo cual ha sido motivo de especulación. En 1823, de Soucy publicó una autobiografía falsa de María Teresa. Desde 1832, de Soucy estuvo chantajeando a María Teresa con ayuda de un doctor de nombre Lavergne. Afirmaba poseer un manuscrito consistente en las memorias de María Teresa, el cual no publicaría a cambio de una compensación económica. María Teresa pagó un total de 24.000 francos en 1837. Al año siguiente, de Soucy declaró que dicha suma le había sido entregada a cambio de un diario sobre el viaje de 1795. Tras la muerte de Soucy, Lavergne continuó con el chantaje hasta 1847. Las especulaciones en torno a este largo y fructífero chantaje ayudaron a reforzar la teoría del intercambio.
- Datos: Q19977107